# Les Billanges
Les Billanges ist eine französische Gemeinde in der Region Nouvelle-Aquitaine, im Département Haute-Vienne, im Arrondissement Limoges und im Kanton Ambazac. Sie grenzt im Nordwesten an La Jonchère-Saint-Maurice, im Norden an Jabreilles-les-Bordes und Saint-Goussard, im Nordosten an Châtelus-le-Marcheix, im Osten an Saint-Pierre-Chérignat, im Süden an Saint-Martin-Sainte-Catherine und im Westen an Saint-Laurent-les-Églises. Die Bewohner nennen sich Billangeots.

## Geografie
Chantegros ist ein Dorf innerhalb von Les Billanges mit galloromanischen Merkmalen. Bei Les Lilas führt eine Brücke über den Taurion. Sonstige Weiler in der Gemeindegemarkung heißen Le Bas-Breuil, La Bergerie, La Besse, La Betoulle, Le Bois, Le Châtelard, Les Égaux, Entrecolles, La Gance, Le Gouteix, Lignac, Maisonnieux, La Nouaille, Le Péchereau, Perrassades, La Planche, Ponchale, Le Puy-Rebourg, Le Rat, Trézin und Virareix.

## Geschichte
Frühere Ortsnamen waren „Albillus“, Albillanicos und Aubillanges, letzterer um 1273.
1205 wurde in Les Billanges das Grammontenserpriorat Trezin mit der Grammontensischen Bezeichnung Trezins gegründet.

### Bevölkerungsentwicklung
| Jahr      | 1962 | 1968 | 1975 | 1982 | 1990 | 1999 | 2008 | 2013 |
| --------- | ---- | ---- | ---- | ---- | ---- | ---- | ---- | ---- |
| Einwohner | 515  | 464  | 382  | 313  | 285  | 288  | 302  | 311  |

## Sehenswürdigkeiten

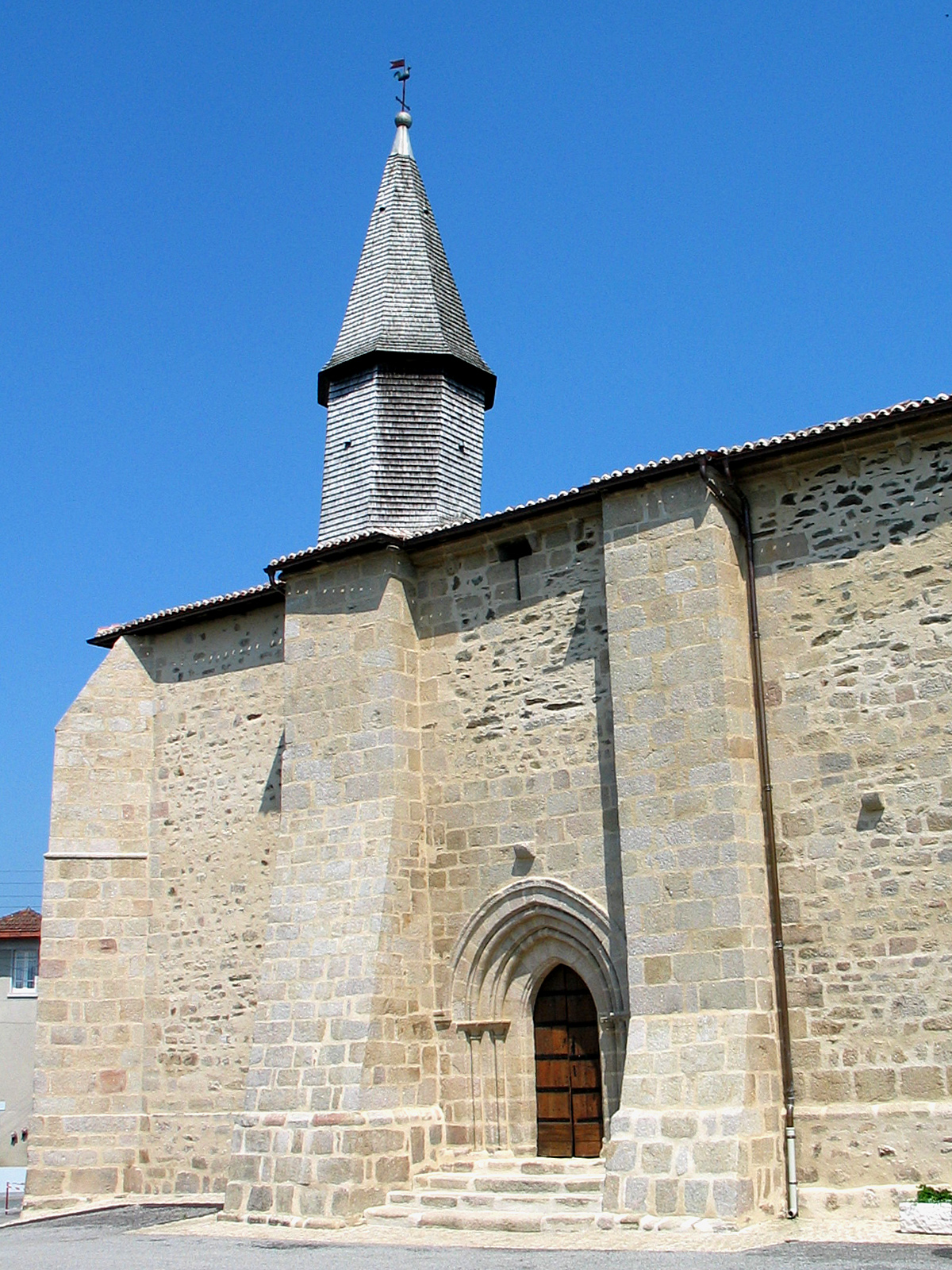
Kirche Saint-Jean-Baptiste

- romanische Kirche Saint-Jean-Baptiste, Monument historique
- Festung von Châtelard
- Schloss von Lilas
- Galloromanische Festungen in Virareix und Maisonnieux